# 심불상응행법
심불상응행법(心不相應行法, 산스크리트어: citta-viprayukta-saṃskāra, 팔리어: citta-vippayutta-dhamma) 또는 불상응행법(不相應行法)은 다음의 분류, 그룹 또는 체계의 한 요소이다.
- 부파불교의 설일체유부의 5위 75법(五位七十五法)의 법체계에서 색법(色法: 11가지) · 심법(心法: 1가지) · 심소법(心所法: 46가지) · 불상응행법(不相應行法: 14가지) · 무위법(無爲法: 3가지)의 5위(五位) 가운데 하나이다.
- 대승불교의 유식유가행파와 법상종의 5위 100법(五位百法)의 법체계에서 심법(心法: 8가지) · 심소법(心所法: 51가지) · 색법(色法: 11가지) · 심불상응행법(心不相應行法: 24가지) · 무위법(無爲法: 6가지)의 5위(五位) 가운데 하나이다.

'심불상응행법(心不相應行法)'의 문자 그대로의 뜻은 '마음[心]과 상응하지 않는[不相應], 행온(行蘊)에 속한 법(法)들'이다. 행온에 속한 법들은 크게 마음과 상응하는 법들과 마음과 상응하지 않는 법들의 2그룹으로 나뉘는데, 전자의 그룹은 마음작용(심소법)으로 분류하고 후자의 그룹은 심불상응행법으로 분류한다.
심불상응행법 또는 불상응행법은 심불상응행온(心不相應行蘊), 비색비심불상응행법(非色非心不相應行法), 비색불상응행온(非色不相應行蘊), 심불상응법(心不相應法), 심불상응행(心不相應行), 불상응행(不相應行) 또는 불상응(不相應)이라고도 한다.
심불상응행법 또는 불상응행법은 색(色: 물질, 육체)도 아니고 심(心: 마음, 심왕, 정신)도 아니고 또한 심소(心所: 마음작용, 의식작용, 정신작용)도 아니지만 실재(實在)하는 구체적 존재, 즉 법(法)인 것들을 통칭하는 낱말로, 이러한 법들의 그룹[位]을 말한다. 말하자면, 물질적 감각 기관(5근)에 의해 감지되지도 않고 마음과 함께 일어나지도 않는 것들, 예를 들어, 현상들 사이의 관계 · 작용 · 성질 · 세력 · 명칭 등을 말한다. 논서들마다 개수나 명칭에 다소간의 차이가 있지만, 설일체유부의 교학에 따르면 대체로 14가지의 법이 이 그룹[位]에 속하며, 유식유가행파와 법상종의 교학에 따르면 대체로 24가지의 법이 이 그룹[位]에 속한다.
여기서 실재(實在)한다는 것에 대하여 설일체유부, 경량부, 유식유가행파의 견해 또는 해석에는 차이가 있다. 삼세실유 법체항유(三世實有 法體恒有)을 주장한 설일체유부에서는 불상응행법에 속한 법들은 5위 75법의 다른 나머지 법들과 마찬가지로 영원히 존재[恒有]하는 실유(實有) 즉 실법(實法)이라고 본다. 이와는 달리 경량부와 유식유가행파에서는 불상응행법에 속한 법들은 색(물질)과 심(마음)과 심소(마음작용)의 여러 분위(分位: 측면, 국면, 양태, 단계, aspect, phase)에 근거하여 가립(假立)한 것으로 실유(實有)가 아닌 가법(假法)이라고 본다.

## 정의

### 설일체유부
설일체유부의 5위 75법의 법체계에서, 5위 중 무위법(無爲法: 3가지)을 제외한 색법(色法: 11가지) · 심법(心法: 1가지) · 심소법(心所法: 46가지) · 불상응행법(不相應行法: 14가지)의 4위는 유위의 현상세계를 구성하는 여러 조건들이라고 할 수 있다. 이들 4위 중 색법 · 심법 · 심소법에 속한 법들은 구체적인 모습이나 양상을 가진 사물, 힘 또는 작용임에 비해 불상응행법에 속한 법들은 추상적인 힘 또는 법칙이라 할 수 있다.
예를 들어, 세계가 존재하는 토대로서의 초월적 존재로서의 자재신(이슈바라, 최고신)이나 개인의 인식과 경험의 토대가 되는 실체적 존재로서의 아트만 또는 영혼을 인정하는, 힌두교 등과 같은, 종교 또는 신념체계에서는 이들 초월적 · 실체적 존재로부터 발생되는 힘 또는 법칙이 현상 세계를 구성하는 주요 조건들이 된다고 본다. 이에 비해, 이러한 초월적 · 실체적 존재를 인정하지 않는 초기불교의 전통에 따라, 설일체유부에서는 예를 들어, 자비나 분노와 같은 마음작용을 생겨나게 하는 힘, 마음으로 하여금 자비나 분노의 마음작용을 유지하게 하는 힘(달리 말하면, 자비나 분노를 마음의 상속상에 획득하게 하는 힘), 그 결과 그 사람으로 하여금 성인 또는 범부로 불리게 하는 힘과 같은 추상적인 힘 또는 법칙이 현상 세계를 구성하는 주요 조건들이 된다고 보아서, 이러한 힘 또는 법칙들을 개별적인 실체 즉 법으로 파악하고 있다.
즉, 설일체유부는 색법 · 심법 · 심소법에 속한 법들도 자신만의 고유한 본질적 특성과 본질적 작용을 갖고 있으며 유위의 현상 세계를 구성하고 조작하는 근거가 되므로 힘 또는 법칙이라고 할 수 있지만, 이러한 법들은 자비나 분노와 같은 마음작용을 생겨나게 하는 힘 또는 법칙이나 마음으로 하여금 자비나 분노의 마음작용을 유지하게 하는 힘 또는 법칙과는 구별될 필요가 있다고 보았다. 설일체유부는 이들 힘 또는 법칙들은 분명히 실재하는 개별적 실체이지만 색법에 속하지도 심법에 속하지도 심소법에 속하지도 않으므로 따로 별도의 그룹으로 설정할 필요가 있다고 보았으며, 특히 마음과 평등한 관계로서 상응하는 법들의 그룹인 심소법과 구분되는 명칭을 세워서, 무위법이 아닌 유위법인 5온 중 행온[行]에 속한 법으로서 마음과 상응하여 일어나는 힘 또는 법칙은 아니지만[不相應] 마음[心]과 관계하는 힘 또는 법칙이라는 뜻에서, 즉 마음과의 상응 여부에 관계없이 마음[心]과 관련하여 항상 존재하고 작용하는, 무위가 아닌 유위[行]의, 힘 또는 법칙이라는 뜻에서 심불상응행법(心不相應行法) 또는 불상응행법(不相應行法)이라 부르고 있다.
불상응행법에 속한 법의 개수와 명칭에 대해서는 설일체유부 내에서도 의견 차이가 있다. 세친의 《아비달마구사론》에서는 14가지를, 중현의 《아비달마순정리론》에서는 15가지를, 세우의 《아비달마품류족론》에서는 16가지를 들고 있다.
한편, 설일체유부에서는 수면(隨眠: 근본번뇌 또는 번뇌)을 마음과 상응하는 법이라고 보아, 심소법으로 분류하였다. 반면, 부파불교의 분별부(分別部)와 독자부(犢子部)에서는 수면(隨眠)을 불상응행법에 속한 것으로 보았다. 그리고 대중부(大眾部)와 화지부(化地部)에서는 현행하는 번뇌와 훈습에 의해 형성된 종자 상태의 번뇌를 구분하여 전자를 전(纏)이라고 부르고 후자를 수면(隨眠)이라 불렀는데, 수면을 불상응행법에 속한 것으로 보았다. 경량부(經量部)에서는 번뇌가 각성되어 활동 상태에 있는 것을 전(纏)이라 하고 번뇌의 종자 상태 즉 번뇌가 잠복되어 있는 상태 또는 잠자는 상태를 수면(隨眠)이라 하였는데, 수면은 마음과 상응하는 법도 상응하지 않는 법도 아니라고 하였다. 즉 심소법에 속한 것도 불상응행법에 속한 것도 아니라고 하였다.
| 순서 | 아비달마구사론 | 아비달마순정리론 | 아비달마품류족론 |
| ---- | -------------- | ---------------- | ---------------- |
| 1    | 득(得)         | 득(得)           | 득(得)           |
| 2    | 비득(非得)     | 비득(非得)       | 무상정(無想定)   |
| 3    | 동분(同分)     | 동분(同分)       | 멸정(滅定)       |
| 4    | 무상과(無想果) | 무상과(無想果)   | 무상사(無想事)   |
| 5    | 무상정(無想定) | 무상정(無想定)   | 명근(命根)       |
| 6    | 멸진정(滅盡定) | 멸진정(滅盡定)   | 중동분(眾同分)   |
| 7    | 명(命)         | 명(命)           | 의득(依得)       |
| 8    | 생(生)         | 생(生)           | 사득(事得)       |
| 9    | 주(住)         | 주(住)           | 처득(處得)       |
| 10   | 이(異)         | 이(異)           | 생(生)           |
| 11   | 멸(滅)         | 멸(滅)           | 노(老)           |
| 12   | 명신(名身)     | 명신(名身)       | 주(住)           |
| 13   | 구신(句身)     | 구신(句身)       | 무상성(無常性)   |
| 14   | 문신(文身)     | 문신(文身)       | 명신(名身)       |
| 15   |                | 화합성(和合性)   | 구신(句身)       |
| 16   |                |                  | 문신(文身)       |

학자들은 설일체유부의 논서들이 세 단계의 발전 단계를 거친 것으로 보는데, 주요 논서들을 순서대로 나열하면 다음과 같다.
- 1단계:
  - 《아비달마집이문족론(阿毘達磨集異門足論)》
  - 《아비달마법온족론(阿毘達磨法蘊足論)》
- 2단계
  - 《아비달마시설족론(阿毘達磨施設足論)》
  - 《아비달마식신족론(阿毘達磨識身足論)》
  - 《아비달마계신족론(阿毘達磨界身足論)》
  - 《아비달마품류족론(阿毘達磨品類足論)》
  - 《아비달마발지론(阿毘達磨發智論)》
- 3단계
  - 《아비담심론(阿毘曇心論)》
  - 《아비달마구사론(阿毘達磨俱舍論)》
  - 《아비달마순정리론(阿毘達磨順正理論)》
  - 《아비달마장현종론(阿毘達磨藏顯宗論)》

아래 단락들은 이러한 아비달마 논서들의 발전 순서에 의거하여 배열되어 있으며, 해당 아비달마 논서에서 나타나는 불상응행법에 대한 정의를 기술한다.

#### 아비달마품류족론
설일체유부의 논사인 세우(世友, Vasumitra: 1~2세기)는 《아비달마품류족론》에서, 마음과 상응하지 않는 법을 통칭하여 심불상응행법(心不相應行法)이라 한다고 정의하고 있다. 그리고 여기에 속하는 법들로는 득(得) · 무상정(無想定) · 멸정(滅定) · 무상사(無想事) · 명근(命根) · 중동분(衆同分) · 의득(依得) · 사득(事得) · 처득(處得) · 생(生) · 노(老) · 주(住) · 무상성(無常性) · 명신(名身) · 구신(句身) · 문신(文身)의 16가지를 들고 있으며 이들 16가지 외에도 심불상응행법에 속한 다른 법들이 있다고 말하고 있다.
心不相應行云何。謂若法心不相應。此復云何。謂得無想定滅定。無想事命根眾同分。依得事得處得生老住無常性。名身句身文身。復有所餘如是類法。與心不相應。總名心不相應行。
— 《아비달마품류족론》, 제1권. p. 692c. 한문본

심불상응행(心不相應行)이란 무엇인가? 어떤 법이 마음과 상응하지 않는 것을 말한다.
이것은 또 무엇을 말하는가? 득(得) · 무상정(無想定) · 멸정(滅定) · 무상사(無想事) · 명근(命根) · 중동분(衆同分) · 의득(依得) · 사득(事得) · 처득(處得) · 생(生) · 노(老) · 주(住) · 무상성(無常性) · 명신(名身) · 구신(句身) · 문신(文身)을 말하며, 또 이들 외에도 마음과 상응하지 않는 이와 같은 종류의 법이 있는데, 이 모두를 통틀어 심불상응행이라 한다.
— 《아비달마품류족론》, 제1권. 2쪽. 한글본

#### 아비달마구사론
설일체유부의 논사였다가 후에 대승불교로 전향하여 유식유가행파의 논사가 되었던 세친(世親, Vasubandhu: 316~396)은 《아비달마구사론》에서, 심불상응행법(心不相應行法)은 마음과 상응하지 않으며 또한 물질(색)도 아닌 법으로 5온 가운데 행온(行蘊)에 속한 법들의 그룹이라고 말하고 있다. 그리고 여기에 속하는 법들로는 득(得) · 비득(非得) · 동분(同分) · 무상과(無想果) · 무상정(無想定) · 멸진정(滅盡定) · 명(命) · 생(生) · 주(住) · 이(異) · 멸(滅) · 명신(名身) · 구신(句身) · 문신(文身)의 14가지를 들고 있다.
心不相應行何者是耶。頌曰。

　　心不相應行　　得非得同分

　　無想二定命　　相名身等類

論曰。如是諸法心不相應非色等性。行蘊所攝。是故名心不相應行。
— 《아비달마구사론》, 제4권. p. 22a. 한문본

심불상응행(心不相應行)이란 어떠한 것인가?
게송으로 말하겠다.

　　심불상응행법이란,

　　득(得)과 비득(非得)과 동분(同分)과

　　무상과(無想果)와 두 가지 정(定)과 명(命)과

　　네 가지 상(相)과 명신(名身) 등의 종류이다.

논하여 말하겠다. 이와 같은 온갖 법은 마음과도 상응하지 않으며, 색 등의 자성도 아닌 것으로 행온(行蘊)에 포섭된다. 그렇기 때문에 심불상응행이라고 이름한 것이다.
— 《아비달마구사론》, 제4권. 190쪽. 한글본

심불상응행법에 속한 14가지의 법들은 유정과 비유정의 존재양태에 관한 관념 또는 물질(색)과 마음(심소)과 마음작용(심소)의 여러 상태[分位]에 관한 관념을 추상화시켜 얻은 개념이다. 설일체유부에서는 자신들의 대명제 또는 기본논거인 '식유필경(識有必境: 인식이 있다면 반드시 그 대상이 있다)' 또는 '유소연식(有所緣識: 대상이 있는 인식, 즉 대상이 있으므로 인식[이 있다], 즉 대상 없이 인식은 생겨나지 않는다)'에 근거하여 이들 추상적인 개념들을 각기 개별적 실체[別法]로 인정하고 있다. 이에 대해 경량부에서는, 심불상응행법에 속한 법들은 다만 소의신의 상속상에 나타나는 제 상태를 개념적으로 언표 또는 가설한 것(prajñapti)에 불과한 것으로 이해하여 이 법들이 실법(實法)이 아닌 가법(假法)이라고 보고 있으며, 세친도 대체로 이러한 의견에 동조하고 있다. 이러한 이유로, 세친은 《구사론》에서 이들 14가지 법들에 대한 해설과 더불어 이들의 가실(假實)문제에 대한 설일체유부와 경량부 사이의 대론을 싣고 있다.

#### 아비달마순정리론
카슈미르의 정통 설일체유부의 종장(宗匠)으로 불리는 중현(衆賢, Sanghabhadra)은 《아비달마순정리론》에서 심불상응행법(心不相應行法)이라는 명칭의 의미에 대해 보다 자세히 설명하고 있다.
먼저 중현은 심불상응행법에 속하는 법들로 득(得) · 비득(非得) · 동분(同分) · 무상과(無想果) · 무상정(無想定) · 멸진정(滅盡定) · 명(命) · 생(生) · 주(住) · 이(異) · 멸(滅) · 명신(名身) · 구신(句身) · 문신(文身) · 화합성(和合性)의 15가지를 들고 있다.
그의 설명에 따르면, 심불상응행법에 속한 모든 법들은, 무엇보다도, 마음(심)과 상응하지 않기[不與心相應] 때문에 '심불상응행(心不相應行)'이라 명명한 것이다. 그리고 마음과 상응하지 않는다는 것[不與心相應]이란, 마음작용(심소)들이 마음이 현재 인연하고 있는 동일한 소의(所依: 즉 6근)와 소연(所緣: 즉 6경)을 인연하여 마음과 동등한 관계로서 마음과 상응하여 일어나는 것임에 비해, 심불상응행법에 속한 법들은 이러한 방식으로 일어나는 것이 아니라는 것을 뜻한다.
그럼에도 불구하고, '심(心)'이라는 낱말을 사용하여 '심불상응행(心不相應行)'이라 명명한 것은 이것에 속한 법들은 심종류(心種類), 즉 물질(색, 육체)이 아닌 정신(심, 마음)에 관계된 법들, 즉 물질(색, 육체)이 아닌 정신(심, 마음)에 속한 법들임을 나타내기 위한 것이다.
그리고, 마음작용(심소)도 크게 볼 때 색종류(色種類: 물질)가 아닌 심종류(心種類: 정신)에 속하는데, '불상응(不相應)'이라는 낱말을 사용하여 '심불상응행(心不相應行)'이라 명명한 것은 이것에 속한 법들이  마음(심)과 상응하여 일어나는 법들인 마음작용(심소)과 구별되는 법들임을 나타낸다.
마지막으로, '행(行)'이라는 낱말을 사용하여 '심불상응행(心不相應行)'이라 명명한 것은, 무위법 역시 크게 볼 때 심종류(心種類: 정신)에 속하고 또한 소의(所依: 즉 6근)와 소연(所緣: 즉 6경)을 인연하는 법이 아니므로 '불상응'인데, 심불상응행에 속한 법들이 이러한 '불상응'의 무위법과 구별되는 법들, 즉 '불상응'의 유위법임을 나타내기 위한 것이다.
今次當辯心不相應行。頌曰。

　　心不相應行　　得非得同分

　　無想二定命　　相名身等類

論曰。等者等取句身文身及和合性。類者顯餘所計度法。即前種類。謂有計度離得等有蘊得等性。如是諸法。不與心相應故。說名為心不相應行。非如心所與心共一所依所緣相應而起。說心言者。為顯此中所說得等是心種類。諸心所法。所依所緣。皆與心同。亦心種類。為簡彼故。言不相應。諸無為法。亦心種類。無所依緣。故亦是不相應。為欲簡彼故復言行。
— 《아비달마순정리론》, 제12권. p. 396c. 한문본

이제 다음으로 마땅히 심불상응행(心不相應行)에 대해 분별해 보아야 할 것이다.
게송으로 말하겠다.

　　심불상응행이란

　　득(得)과 비득(非得)과 동분(同分)과

　　무상과(無想果)와 두 가지 정(定)과 명(命)과

　　상(相)과 명신(名身) 등의 종류이다.

논하여 말하겠다.
[본 송에서] ‘등’이라고 함은 구신(句身)과 문신(文身) 그리고 화합성(和合性)을 동등하게 취[等取]한다는 말이며, ‘종류[類]’라고 함은 그 밖의 생각해 보아야 할 법으로 바로 앞의 종류를 나타내니, 이를테면 ‘득’ 등을 떠나 온(蘊)과 관계하는 ‘득’ 등의 법성이 존재한다는 사실에 대해서도 생각해 보아야 하는 것이다.
이와 같은 온갖 법은 마음과 상응하지 않기 때문에 ‘심불상응행’이라 이름한 것으로, 심소처럼 마음과 동일한 소의와 소연을 함께 함으로써 상응하여 일어나는 것이 아니다. 그럼에도 ‘심(心)’이라는 말을 설한 것은, 여기서 설한 ‘득’ 등은 바로 이러한 마음과 관계하는 종류[心種類]임을 나타내기 위해서였다. 그리고 소의와 소연이 모두 마음의 그것과 동일한 모든 심소법 역시 마음과 관계하는 종류이므로 그것과 구별하기 위해 ‘불상응’이라고 말하였다. 나아가 온갖 무위법 역시 마음과 관계하는 종류이지만 소의와 소연을 갖지 않기 때문에 역시 ‘불상응’이므로 이와 구별하기 위해 다시 ‘행’이라고 말한 것이다.
— 《아비달마순정리론》, 제12권. 538쪽. 한글본

### 경량부
설일체유부는 존재를 구성하는 객관적 요소들 즉 법은 실재하지만 그러한 법들로 구성된 전체로서의 개체는 실재하지 않는다는 아공법유(我空法有)의 입장 즉 법유론(法有論)의 입장을 가지는데, 전자의 각각의 법을 승의유(勝義有) 또는 실유(實有)라 하고 후자의 전체로서의 개체를 세속유(世俗有), 가유(假有) 또는 시설유(施設有)라고 한다. 설일체유부는 이러한 법유론의 입장에서 초기불교의 법체계인 5온설을 발전시켜 자신들의 5위 75법의 법체계를 세웠는데, 5온 중 행온을 마음과 상응하는 행과 상응하지 않는 행으로 나누어 전자는 수온 · 상온과 함께 심소법으로 분류하고 후자는 심불상응행법으로 분류하였다.
이와 같이 설일체유부는 법유론의 입장에서 심불상응행법에 속한 법들을 모두 승의유, 즉 실유라고 보았다. 이에 대해 경량부는 심불상응행법에 속한 모든 법들을 가유(세속유, 시설유), 즉 관념 또는 언어적 가설(假說, 산스크리트어: prajñapti)로서는 인정하였지만 설일체유부가 인정하는 바처럼 개별적인 실체성을 가진 실유(승의유)로 인정하지는 않았다. 즉, 경량부는 심불상응행법에 속한 모든 법들이 소의신의 상속상에 나타나는 제 상태[分位]를 개념적으로 가설한 것(prajñapti)에 불과한 것으로 이해하였다.
예를 들어, 심불상응행법에 속한 득(得, 산스크리트어: prāpti)은 유정으로 하여금 자신이 상속한 모든 유위법들과 택멸 · 비택멸의 무위법과 긍정적 · 적극적으로 관계시켜 그것을 획득하고 유지하게 하는 힘 또는 법칙이다. 그리고, 득과 표리의 관계이자 상반된 관계에 있는 비득(非得, 산스크리트어: aprāpti)은 유정을 이들 유위법 · 무위법과 부정적 · 소극적으로 관계시켜 그것을 상실하게 하는 힘 또는 법칙이다. 구체적으로는, 득과 비득은 유정들로 하여금 지옥 등의 악한 과보를 얻게 하고 천상 등의 선한 과보를 얻게 하는 등 3계, 9지, 5취, 4생, 성인과 범부, 유루와 무루의 차별을 있게 하는 힘 또는 법칙이다. 설일체유부는 이와 같은 득과 비득이라는 힘 또는 법칙을 개별적인 실체, 즉 법으로 보고 이들이 실유한다고 주장한다. 그리고 득과 비득이 실재하기 때문에 성인과 범부의 차별이 있으며 나아가 이미 끊은 번뇌와 아직 끊지 못한 번뇌의 구별도 생긴다고 주장한다.
이에 대해 경량부는 온갖 법을 획득하고 유지하게 하는 원인으로서의 득은 개별적인 실체가 아니며 유정의 현재 상태를 나타내는 일시적인 언표(言表, 산스크리트어: prajñapti)에 지나지 않으므로 실유가 아닌 가유이며, 득이 가유이므로 그 반대 개념인 비득도 가유라고 주장한다. 그리고 이러한 주장의 논거로서 다음의 5가지를 들고 있다.
- 득은 색법 중 5경에 속한 색경 · 성경이나 심소법에 속한 탐 · 진처럼 본질적 성질을 가진 것도 아니고, 색법 중 5근에 속한 안근 · 이근처럼 그 본질적 작용이 알려진 것도 아니기 때문에 개별적 실체, 즉 실유(實有) 또는 실법(實法)으로 상정해서는 안된다.
- 득이 설일체유부의 주장대로 온갖 법을 획득하고 유지하게 하는 원인이라는 본질적 작용을 지니고 있다고 한다면, 모든 유위를 떠난 상태의 비존재로 정의되는 무위법의 경우에는 획득된 법이란 있을 수 없으므로, 무위법에는 득이 없어야 한다.
- 미득법(未得法: 아직 얻어지지 않은 법)이나 이사법(已捨法: 이미 방기된 또는 상실된 법)에는 득이 없으므로, 이들을 획득하는 일은 일어날 수가 없다. 그러나 실제로는 그렇지 않다. 즉, 실제에 있어서는 미득법과 이사법이 획득 · 유지되는 일들이 일어난다.
  - 미득법(未得法)은 무루의 고법지(苦法智)나 고법인(苦法忍)처럼 수행의 결과 장래 얻어질 법이기는 하나 아직 얻어지지 않은 법을 말한다
  - 이사법(已捨法)은 예를 들어 욕계의 유루법은 색계 등의 상계(上界)에 태어남으로써 버려지는데 이 경우 욕계의 유루법은 이사법이 된다. 다른 예로는, 유루의 염법(染法)은 번뇌를 떠남으로써 상실되는데 이 경우 이사법이 된다.
- 법과 동시에 함께 일어나는 득만이 온갖 법을 획득하고 유지하게 하는 원인이라고 한다면, 유위4상(有爲四相)의 하나인 생상(生相)이나 그것의 수상(隨相)인 생생상(生生相)이 어떤 작용을 하는지가 모호해진다. 만일, 득만이 작용하고 생상(生相)이 아무런 작용도 하지 않는다면, 무정물은 생겨나는 일이 없게 된다. 즉, 득의 정의에 따르면 유정(마음을 가진 존재)이 득을 통해 무정물을 획득하는 일은 있을 수 없기 때문에, 무정물은 득과 아무런 관계가 없는 것이다. 따라서, 온갖 법을 획득하고 유지하게 하는 원인인 득과 아무런 관계가 없으므로 무정물은 생겨나는 일이 없게 된다.
- 번뇌에 속박된 사람에게 더 이상 상중하 9품의 차이가 없게 된다. 이것은 번뇌를 획득하고 유지하게 하는 원인인 득에는 그같은 차별이 없기 때문이다. 또한, 그러한 차별이 득이 아닌 다른 원인에 의해 생겨난다고 한다면 그것이 번뇌를 획득하고 유지하게 하는 원인이 되므로 득은 아무런 작용도 하지 않는 것이 된다.

### 유식유가행파
대승불교의 유식유가행파와 법상종에서는 온갖 법이 제8 아뢰야식의 전변이라고 본다. 따라서 심불상응행법에 속한 법들에 대해서도 마찬가지의 견해를 가진다. 또한, 부파불교의 경량부처럼, 유식유가행파와 법상종에서는 심불상응행법에 속한 법들은 색(물질), 심(마음) 또는 심소(마음작용)의 여러 분위(分位: 국면, 양태, 단계, phase)에 근거하여 가립(假立)한 것으로 실유(實有)가 아닌 가법(假法)이라고 본다.
달리 말하면, 심불상응행법은 마음과 상응하지 않는 여러 유위법[行]들을 통칭하는 것으로, 이것에 속한 각각의 법(실체)은  색(물질), 심(마음) 또는 심소(마음작용)의 분위(分位: 국면, 양태, 단계, phase)를 근거로 하여 나타나는 일종의 세력적 현상을 하나의 법(실체)으로 가립(假立)한 것이라는 점을 본질적 성질[性]로 한다. 또한, 색(물질), 심(마음) 또는 심소(마음작용)와 동일한 것이라고 단정할 수 없고 또한 다른 것이라고도 단정할 수 없다는 성격을 가진다.
심불상응행법에 속한 법의 개수와 명칭에 대해서는 설일체유부 내에서도 의견 차이가 있는 것과 마찬가지로 유식유가행파 내에서도 의견 차이가 있다. 미륵의 《유가사지론》과 무착의 《현양성교론》과 세친의 《대승백법명문론》에서는 24가지를, 무착의 《대승아비달마집론》에서는 23가지를, 세친의 《대승오온론》에서는 14가지를 들고 있다.
| 순서 | 유가사지론         | 현양성교론     | 대승백법명문론     | 대승아비달마집론   | 대승오온론         |
| ---- | ------------------ | -------------- | ------------------ | ------------------ | ------------------ |
| 1    | 득(得)             | 득(得)         | 득(得)             | 득(得)             | 득(得)             |
| 2    | 무상정(無想定)     | 무상정(無想定) | 명근(命根)         | 무상정(無想定)     | 무상등지(無想等至) |
| 3    | 멸진정(滅盡定)     | 멸진정(滅盡定) | 중동분(衆同分)     | 멸진정(滅盡定)     | 멸진등지(滅盡等至) |
| 4    | 무상이숙(無想異熟) | 무상천(無想天) | 이생성(異生性)     | 무상이숙(無想異熟) | 무상소유(無想所有) |
| 5    | 명근(命根)         | 명근(命根)     | 무상정(無想定)     | 명근(命根)         | 명근(命根)         |
| 6    | 중동분(眾同分)     | 중동분(衆同分) | 멸진정(眾盡定)     | 중동분(眾同分)     | 중동분(眾同分)     |
| 7    | 이생성(異生性)     | 생(生)         | 무상보(無想報)     | 생(生)             | 생(生)             |
| 8    | 생(生)             | 노(老)         | 명신(名身)         | 노(老)             | 노(老)             |
| 9    | 노(老)             | 주(住)         | 구신(句身)         | 주(住)             | 주(住)             |
| 10   | 주(住)             | 무상(無常)     | 문신(文身)         | 무상(無常)         | 무상(無常)         |
| 11   | 무상(無常)         | 명신(名身)     | 생(生)             | 명신(名身)         | 명신(名身)         |
| 12   | 명신(名身)         | 구신(句身)     | 노(老)             | 구신(句身)         | 구신(句身)         |
| 13   | 구신(句身)         | 문신(文身)     | 주(住)             | 문신(文身)         | 문신(文身)         |
| 14   | 문신(文身)         | 이생성(異生性) | 무상(無常)         | 이생성(異生性)     | 이생성(異生性)     |
| 15   | 유전(流轉)         | 유전(流轉)     | 유전(流轉)         | 유전(流轉)         |                    |
| 16   | 정이(定異)         | 정이(定異)     | 정이(定異)         | 정이(定異)         |                    |
| 17   | 상응(相應)         | 상응(相應)     | 상응(相應)         | 상응(相應)         |                    |
| 18   | 세속(勢速)         | 차제(次第)     | 세속(勢速)         | 세속(勢速)         |                    |
| 19   | 차제(次第)         | 세속(勢速)     | 차제(次第)         | 차제(次第)         |                    |
| 20   | 시(時)             | 시(時)         | 방(方)             | 시(時)             |                    |
| 21   | 방(方)             | 방(方)         | 시(時)             | 방(方)             |                    |
| 22   | 수(數)             | 수(數)         | 수(數)             | 수(數)             |                    |
| 23   | 화합(和合)         | 화합(和合)     | 화합성(和合性)     | 화합(和合)         |                    |
| 24   | 불화합(不和合)     | 불화합(不和合) | 불화합성(不和合性) |                    |                    |

현대의 학자들에 따르면 인도불교의 유식학의 역사는 크게 3기로 나뉘는데, 제1기는 미륵(彌勒)과 무착(無着)의 유식학이고, 제2기는 세친(世親)의 유식학이고, 제3기는 호법(護法)과 안혜(安慧) 등의 10대 논사의 유식학이다.
아래 단락들은 이러한 구분에 의거하여 배열되어 있으며, 해당 유식학 논서에서 나타나는 심불상응행법에 대한 정의를 기술한다.

#### 유가사지론
유식유가행파의 개조(開祖)인 미륵보살의 《유가사지론》에 따르면, 색 · 성 · 향 · 미 · 촉 · 법의 6경 중 법경은 가법(假法)과 실법(實法)을 합하여 총 87가지의 법으로 이루어져 있다. 이 중에는 득(得) · 무상정(無想定) · 멸진정(滅盡定) · 무상이숙(無想異熟) · 명근(命根) · 중동분(衆同分) · 이생성(異生性) · 생(生) · 노(老) · 주(住) · 무상(無常) · 명신(名身) · 구신(句身) · 문신(文身) · 유전(流轉) · 정이(定異) · 상응(相應) · 세속(勢速) · 차제(次第) · 시(時) · 방(方) · 수(數) · 화합(和合) · 불화합(不和合)의 24가지 불상응행법이 가법으로 속해 있다.
법경(法境), 즉 좁은 뜻에서의 법계(法界)의 87가지의 법(法)은 다음과 같이 구성되어 있다.
- 실법(實法): 61가지
  - 심소유법(心所有法): 작의(作意)부터 심사(尋伺)까지 53가지
  - 무위법(無爲法): 허공(虛空) · 비택멸(非擇滅) · 택멸(擇滅) · 선법(善法) 불선법(不善法) 무기법(無記法)의 진여(眞如) · 부동(不動) · 상수멸(想受滅)의 8가지[38]
- 가법(假法): 26가지
  - 법처소섭색(法處所攝色): 율의불률의소섭색(律儀不律儀所攝色: 율의불률의에 포함되는 색)과 삼마지소행색(三摩地所行色: 삼마지에서 행해지는 색)의 2가지
  - 불상응행법(不相應行法): 24가지

#### 현양성교론
인도불교의 유식학의 총 3기 가운데 제1기의 논사인 무착(無着)의 《현양성교론》에 따르면, 심불상응행법은 마음과 상응하지 않는 모든 유위법[行]으로 정의된다. 또한, 심불상응행법은 마음(심법 또는 심왕법) · 마음작용(심소법) · 물질(색법)의 분위(分位: 국면, 양태, 단계, phase)에서 임시로 시설한 가법(假法)으로, 마음(심법 또는 심왕법) · 마음작용(심소법) 또는 물질(색법)과 같은 것이라거나 혹은 다른 것이라고 말할 수 없는 그러한 성격의 법들이다.
心不相應行者。謂諸行與心不相應。

於心心法及色法分位。假施設性不可施設。與心等法若一若異。
— 《현양성교론》, 제1권. p. 484a. 한문본

심불상응행법(心不相應行法)은 여러 유위법[行]이 마음과 상응하지 않는 것을 말한다.

심왕법과 심소법 및 색법의 분위(分位)에서 임시로 시설한 성품이며, 심왕법 등과 하나라거나 다르다고 시설할 수 없다.
— 《현양성교론》, 제1권. 35쪽. 한글본

《현양성교론》에 따르면, 심불상응행법에 속한 법들로는 득(得) · 무상정(無想定) · 멸진정(滅盡定) · 무상천(無想天) · 명근(命根) · 중동분(衆同分) · 생(生) · 노(老) · 주(住) · 무상(無常) · 명신(名身) · 구신(句身) · 문신(文身) · 이생성(異生性) · 유전(流轉) · 정이(定異) · 상응(相應) · 차제(次第) · 세속(勢速) · 시(時) · 방(方) · 수(數) · 화합(和合) · 불화합(不和合)의 24가지가 있으며, 또한 이밖에도 이와 같은 종류의 법들, 즉, 심불상응행법의 정의와 성격에 일치하는 다른 가법(假法)들이 있다.
彼復差別有二十四種。謂得無想定。滅盡定。無想天。命根。眾同分。生。老。住。無常。名身。句身。文身。異生性流轉。定異。相應。次第。勢速。時。方。數。和合。不和合。復有諸餘如是種類差別。應知。
— 《현양성교론》, 제1권. p. 484a. 한문본

그것[즉, 심불상응행법]을 다시 구별하면 스물 네 가지가 있나니 득(得), 무상정(無想定), 멸진정(滅盡定), 무상천(無想天), 명근(命根), 중동분(衆同分), 생(生), 노(老), 주(住), 무상(無常), 명신(名身), 구신(句身), 문신(文身), 이생성(異生性), 유전(流轉), 정이(定異), 상응(相應), 차제(次第), 세속(勢速), 시(時), 방(方), 수(數), 화합, 불화합(不和合)이다. 또한 그밖에도 이와 같은 종류의 차별이 있음을 알아야 한다.
— 《현양성교론》, 제1권. 35쪽. 한글본

#### 대승아비달마집론·잡집론
인도불교의 유식학의 총 3기 가운데 제1기의 논사인 무착(無着)의 《대승아비달마집론》에서는 '심불상응행법(心不相應行法)'이라는 낱말의 의미에 대해서는 해설하고 있지 않으며, 다음 인용문에 나온 바와 같이 그것에 속한 법들을 나열함으로써 심불상응행법을 정의하고 있다.
何等名為心不相應行。謂得無想定滅盡定無想異熟命根眾同分生老住無常名身句身文身異生性流轉定異相應勢速次第時方數和合等。
— 《대승아비달마집론》, 제1권. p. 665b. 한문본

어떠한 것을 심불상응행법(心不相應行法)이라 이름합니까? 득(得) · 무상정(無想定) · 멸진정(滅盡定) · 무상이숙(無想異熟) · 명근(命根) · 중동분(衆同分) · 생(生) · 노(老) · 주(住) · 무상(無常) · 명신(名身) · 구신(句身) · 문신(文身) · 이생성(異生性) · 유전(流轉) · 정이(定異) · 상응(相應) · 세속(勢速) · 차제(次第) · 시(時) · 방(方) · 수(數) · 화합(和合) 등을 가리킨다.
— 《대승아비달마집론》, 제1권. 17쪽. 한글본

무착이 '심불상응행법(心不相應行法)'이라는 낱말의 의미에 대해 해설하지 않은 이유는 '심불상응행법'이라는 이름 그 자체가 이미 충분히 '마음과 상응하지 않는, 행온에 속한 법'이라는 의미를 설명하고 있다고 본 것으로 여겨진다.
《대승아비달마집론》에서 무착은 위와 같이 그 소속된 법들을 나열함으로써 심불상응행법을 정의하기 전에 행온(行蘊)에 대해 설명하면서, 수온(受蘊)과 상온(想蘊)을 제외한 심소법(心所法, 마음작용)과 심불상응행법을 총괄하여 행온이라 이름한다고 말하고 있다. 보다 구체적으로는, 안촉소생사(眼觸所生思) · 이촉소생사(耳觸所生思) · 설촉소생사(舌觸所生思) · 신촉소생사(身觸所生思) · 의촉소생사(意觸所生思)의 6사신(六思身)과, 6사신에 연유해서 사(思)의 마음작용이 짓는 갖가지 선(善)과 번뇌[雜染]와, 그리고 6사신에 연유해서 사(思)의 마음작용이 짓는 갖가지 분위차별(分位差別)이 행온을 구성한다고 말하고 있다. 이 진술에서 무착은 심불상응행법이 '사(思)의 마음작용이 짓는 갖가지 분위차별' 또는 '사(思)의 마음작용의 갖가지 분위차별'일 수 있다는 것을 강하게 시사하고 있는데, 그러나 아주 명시적으로 그렇다고 언급하고 있지는 않다.
云何建立行蘊。謂六思身。眼觸所生思。耳觸所生思。鼻觸所生思。舌觸所生思。身觸所生思。意觸所生思。由此思故思作諸善。思作雜染。思作分位差別。又即此思除受及想與餘心所法心不相應行。總名行蘊。
— 《대승아비달마집론》, 제1권. p. 664a. 한문본

어떻게 행온을 건립하게 됩니까?
6사신(六思身), 즉 안촉소생사(眼觸所生思: 안촉에서 생겨난 사(思)의 마음작용) · 이촉소생사(耳觸所生思: 이촉에서 생겨난 사의 마음작용) · 비촉소생사(鼻觸所生思: 비촉에서 생겨난 사의 마음작용) · 설촉소생사(舌觸所生思: 설촉에서 생겨난 사의 마음작용) · 신촉소생사(身觸所生思: 신촉에서 생겨난 사의 마음작용) · 의촉소생사(意觸所生思: 의촉에서 생겨난 사의 마음작용)와, 이 같은 6사신[此思]에 연유해서 사(思)의 마음작용이 짓는 갖가지 선(善)과, 이 같은 6사신[此思]에 연유해서 사(思)의 마음작용이 짓는 번뇌[雜染]와, 이 같은 6사신[此思]에 연유해서 사(思)의 마음작용이 짓는 분위차별(分位差別)을 말한다. 달리 말하면[又即], 이 같은 6사신[此思]과, 수온과 상온을 제외한 그 밖의 다른 심소법(心所法)과, 심불상응행(心不相應行)을 총괄해서 행온이라 이름한다.
— 《대승아비달마집론》, 제1권. 7쪽. 한글본

하지만, 《대승아비달마집론》의 주석서로, 인도불교의 유식학의 제3기의 논사인 안혜(安慧)가 무착의 동생이자 제자인 사자각(師子覺)의 주석을 《대승아비달마집론》의 내용과 함께 편찬한 논서인 《대승아비달마잡집론》에서는 심불상응행법은 사(思)의 마음작용이 짓는 분위차별(分位差別: 상태 · 양태 · 단계 또는 국면의 차별, 즉 여러 가지 상태 · 양태 · 단계 또는 국면)이라고 명확히 진술하고 있다. 즉 사(思)의 마음작용이 선업을 짓거나 번뇌를 비롯한 악업을 지을 때 그에 따라 발견되는 갖가지 행위(行位: 작용 상태, 작용 양태, 작용 단계 또는 작용 국면)를 마치 실재하는 별도의 법인 것처럼 삼아서  심불상응행법으로 가설(假設)한다고 말하고 있다.
云何建立行蘊。謂六思身。眼觸所生思。乃至意觸所生思。由此思故思作諸善。思作雜染。思作分位差別。又即此思除受及想與餘心所有法并心不相應行。總名行蘊。

雖除受想。一切心所有法及心不相應行。皆行蘊相。然思最勝與一切行為導首。是故偏說。為顯此義故。說由思造善法等。善者。謂當說信等。雜染者。謂當說貪等。根本煩惱及貪等煩惱分少分煩惱。分位差別者。謂於思所發種種行位。假設心不相應行。
— 《대승아비달마잡집론》, 제1권. p. 697a. 한문본

어떻게 행온을 건립하게 됩니까?
6사신(六思身) 즉 안촉소생사(眼觸所生思) 내지 의촉소생사(意觸所生思)와, 이 같은 6사신[此思]에 연유해서 사(思)의 마음작용이 짓는 갖가지 선(善)과, 이 같은 6사신[此思]에 연유해서 사(思)의 마음작용이 짓는 번뇌[雜染]와, 이 같은 6사신[此思]에 연유해서 사(思)의 마음작용이 짓는 분위차별(分位差別)을 말한다. 달리 말하면[又即], 이 같은 6사신[此思]과, 수온과 상온을 제외한 그 밖의 다른 심소유법(心所有法)과, 심불상응행(心不相應行)을 총괄해서 행온이라 이름한다.

수온과 상온은 제쳐놓고 보더라도, 일체의 심소유법과 심불상응행은 모두 '행온의 상[行蘊相: 행온에 속한 법이나 성질]'이다. 그러나 사(思)의 마음작용이 가장 뛰어나서 '모든 행온의 상[一切行: 즉 一切의 行蘊相]'의 으뜸이 된다. 이러한 이유로 사(思)의 마음작용만 들어서 말하는 것이다[偏說].
이같은 이치[즉, 사(思)의 마음작용으로 모든 행온을 대표하는 이치]를 명확히 밝혀 드러내기 위해서, [대승아비달마집론에서는] '6사신[思]에 연유하여 짓는 선법[由思造善法]' 등을 말하고 있는 것이다. [대승아비달마집론에서 언급하는] '선(善)'은 뒤에서 설명할 신(信) 등의 마음작용을 말한다. [대승아비달마집론에서 언급하는] '번뇌[雜染]'는 뒤에서 설명할  탐(貪) 등의 근본번뇌와 탐(貪) 등의 번뇌에서 분화된[分] 소분번뇌(少分煩惱: 즉 수번뇌)를 말한다. [대승아비달마집론에서 언급하는] '분위차별[分位差別]'은 '사(思)의 마음작용에서 발생하는 갖가지 행위(行位: 작용 상태, 작용 양태, 작용 단계 또는 작용 국면)[於思所發種種行位]'를 말하는 것으로 [이것들을] 심불상응행(心不相應行)으로 가설(假設)한다.
— 《대승아비달마잡집론》, 제1권. 15-16쪽. 한글본

## 분류
대승불교의 유식유가행파의 논서인
《대승아비달마잡집론》 제2권에서는 득(得) · 무상정(無想定) · 멸진정(滅盡定) · 무상이숙(無想異熟) · 명근(命根) · 중동분(衆同分) · 생(生) · 노(老) · 주(住) · 무상(無常) · 명신(名身) · 구신(句身) · 문신(文身) · 이생성(異生性) · 유전(流轉) · 정이(定異) · 상응(相應) · 세속(勢速) · 차제(次第) · 시(時) · 방(方) · 수(數) · 화합(和合)의 23가지 심불상응행법 각각에 대해 해설하고 있다. 그런 후 이들 23가지 심불상응행법들이 어떠한 종류의 분위차별(分位差別)인지에 따라 분류하고 있다.
분위차별은 어떤 법의 분위(分位)를 차별(差別)한다는 것으로, 분위(分位, 영어: aspect, phase)는 해당 법의 측면 · 상태 · 양태 · 단계 · 국면을 뜻한다.  차별(差別)의 원래 뜻은 다른 두 가지 이상의 법들을 서로 비교하여 그 차이를 구분짓는 것을 말하는데, 여기서는 한 가지 법에 대해 말하는 것이므로 그 법의 여러 가지 측면 또는 국면 등의 차이를 구분짓는 것 또는 유전하면서 전변할 때 나타내는 여러 가지 상태, 양태 또는 국면 등의 차이를 구분짓는 것, 또는 그렇게 구분지어서 인식하게 된 상태 또는 국면 등을 말한다.
따라서 분위차별(分位差別)은 어떤 법의 여러 가지 측면 · 상태 · 양태 · 단계 · 국면들 즉 분위(分位)들을 구분짓는 것 또는 그러한 구분에 의해 인식하게 된 측면 · 상태 · 양태 · 단계 · 국면들 즉 분위(分位)들을 말한다.
《대승아비달마잡집론》 제2권에 따르면, 23가지 심불상응행법들은 다음과 같이 분류된다.
1. 선과 불선의 증감의 분위차별: 득 - 1가지
2. 심 · 심소법의 분위차별:  무상정, 멸진정, 무상이숙 - 3가지, 누적 개수 4가지
3. 주(住: 머뭄)의 분위차별: 명근 - 1가지, 누적 개수 5가지
4. 유사성[相似]의 분위차별: 중동분 - 1가지, 누적 개수 6가지
5. 상[相: 유위상]의 분위차별: 생 · 노 · 주 · 무상 - 4가지, 누적 개수 10가지
6. 언설[言說, 언어]의 분위차별: 명신 · 구신 · 문신 - 3가지, 누적 개수 13가지
7. 부득(不得)의 분위차별: 이생성 - 1가지, 누적 개수 14가지
8. 인과(因果)의 분위차별: 유전 · 정이 · 상응 · 세속 · 차제 · 시 · 방 · 수 · 화합 - 9가지, 누적 개수 23가지

如是等心不相應行法。唯依分位差別而建立故。當知皆是假有。謂於善不善等增減。分位差別建立一種。於心心法分位差別建立三種。於住分位差別建立一種。於相似分位差別建立一種。於相分位差別建立四種。於言說分位差別建立三種。於不得分位差別建立一種。於因果分位差別建立餘種。— 《대승아비달마잡집론》 제2권. p. 701a14-a20. 한문본

이와 같은 심불상응행법은 오직 분위차별(分位差別)에 근거해서 건립되기 때문에 모두가 가유(假有)임을 숙지해야 한다. 선법과 불선법 따위가 늘어나거나 줄어드는 것에 대한 분위차별은 한 종류만을 건립하고, 심법 · 심소법에 대한 분위차별은 세 종류를 건립하고, 주(住)에 대한 분위차별은 한 종류를 건립하고, 상사(相似)에 대한 분위차별은 한 종류를 건립하고, 상(相)에 대한 분위차별은 네 종류를 건립하고, 언설에 대한 분위차별은 세 종류를 건립하고, 부득(不得)에 대한 분위차별은 한 종류를 건립하고, 인과에 대한 분위차별은 그 밖의 다른 종류로써 건립한다.— 《대승아비달마잡집론》 제2권. p. 38. 한글본

위의 분류 중 8번째의 '인과(因果)의 분위차별'에서, '인과'(因果, 산스크리트어: hetu-phala)는 《대승아비달마잡집론》에 따르면, 일체(一切)의 유위법 즉 모든 유위법을 통칭하는 말이자 또한 개별 유위법을 가리키는 말이다. 여기서의 인(因)은 모든 유위법이 자신을 제외한 다른 모든 유위법을 낳게 하는 원인이 된다는 것을 의미하고, 과(果)는 모든 유위법이 자신을 제외한 다른 모든 유위법으로 인해 생겨난다는 것을 의미한다. 달리 말하면, 불교의 인과법인 연기법을 그 최대한의 관점에서 바라볼 때, 우주의 모든 존재가 상의상대(相衣相待) 또는 상의상의(相倚相依)하는 관계 즉 서로 의존하는 관계에 있다는 관점에서 바라볼 때의 모든 유위법 전체 또는 개별을 인과(因果)라고 명명한 것이다. 그리고 이렇게 바라보는 관점을 전통적인 불교 용어로는 인과이시(因果異時) 또는 이시인과(異時因果)가 아닌 인과동시(因果同時) 또는 동시인과(同時因果)의 관점에서 바라보는 것이라고 한다. 따라서 여기서 말하는 인과는 인과동시(因果同時)의 관점에서의 모든 유위법을 말한다.
그리고, 부파불교의 설일체유부의 4연(四緣) · 6인(六因) · 5과(五果)의 인과설과 대승불교의 유식유가행파의 4연(四緣) · 10인(十因) · 5과(五果)의 인과설의 용어로는, 여기서의 인(因)은 4연 가운데 증상연(增上緣) 또는 6인 가운데 능작인(能作因) 또는 10인 가운데 불상위인(不相違因)으로서의 유위법을 뜻하고, 여기서의 과(果)는 5과 가운데 증상과(增上果)로서의 유위법을 뜻한다.

## 개별 법의 설명

### 설일체유부

#### 아비달마품류족론
《아비달마품류족론》에서는 16가지 불상응행법을 들고 있는데, 이들에 대한 《아비달마품류족론》의 설명을 간략히 요약하면 다음과 같다.
1. 득(得): 법을 얻는 것
2. 무상정(無想定): 출리상을 작의[出離想作意]하여 득하는 심 · 심소의 소멸
3. 멸정(滅定): 지식상을 작의[止息想作意]하여 득하는 심 · 심소의 소멸
4. 무상사(無想事): 무상유정천(無想有情天)에서의 삶으로, 심 · 심소가 소멸된 무심의 상태의 삶
5. 명근(命根): 3계에서의 수명(壽命: 살아 있는 기간)
6. 중동분(衆同分): 유정(有情: 중생)의 동류성(同類性)
7. 의득(依得): 소의처(所依處)를 득함
8. 사득(事得): 온(蘊)을 득함
9. 처득(處得): 내처(內處)와 외처(外處)를 득함
10. 생(生): 온(蘊)의 발생[起]
11. 노(老): 온(蘊)의 성숙[熟]
12. 주(住): 행(行)의 불괴(不壞)
13. 무상성(無常性): 행(行)의 멸괴(滅壞)
14. 명신(名身): 증어(增語) 즉 명사(名詞)
15. 구신(句身): 자만(字滿: 字가 충분한 것)
16. 문신(文身): 자중(字衆: 字의 무리, 字의 집합)

#### 아비달마구사론
《아비달마구사론》에서는 14가지 불상응행법을 들고 있는데, 이들에 대한 《아비달마구사론》의 설명을 간략히 요약하면 다음과 같다.
1. 득(得): 획득[獲]과 성취(成就)
2. 비득(非得): 불획(不獲)과 불성취(不成就)
3. 동분(同分): 중동분(衆同分), 유정으로서의 동등함 즉 동류상사성(同類相似性)
4. 무상과(無想果): 무상유정천(無想有情天: 색계 제4선의 제3천인 광과천)의 미래의 심법 · 심소법을 차단하여 생기하지 않게 하는 법
5. 무상정(無想定): 심 · 심소로 하여금 소멸되게 하는 선정, 무상(無想, 즉 무상과)에 집착하여 그것을 참된 해탈이라 집착하는 범부나 외도가 출리상을 작의[出離想作意]하여 닦는 선정
6. 멸진정(滅盡定): 심 · 심소로 하여금 소멸되게 하는 선정, 성자가 닦는 선정으로 정주(靜住: 마음이 산란을 떠나 고요히 머무는 것)를 구하기 위하여 지식상을 작의[止息想作意]하여 닦는 선정
7. 명(命): 명근(命根), 목숨[壽]
8. 생(生): 일어나게[起] 하는 성질
9. 주(住): 안주하게[安] 하는 성질
10. 이(異): 쇠퇴하게[衰] 하는 성질
11. 멸(滅): 허물어지게[壞] 하는 성질
12. 명신(名身): 상(想, saṃjñā: 명사, 명사적 개념)
13. 구신(句身): 문장[章, vākya]
14. 문신(文身): 음소[字, aksara]

#### 아비달마순정리론
《아비달마순정리론》에서는 15가지 불상응행법을 들고 있는데, 이들에 대한 《아비달마순정리론》의 설명을 간략히 요약하면 다음과 같다.
1. 득(得, 산스크리트어: prāpti): 획득[獲, 산스크리트어: prātilambha]과 성취(成就, 산스크리트어: samanvāgama)
2. 비득(非得, 산스크리트어: aprāpti): 불획(不獲, 산스크리트어: apratilambha)과 불성취(不成就, 산스크리트어: asamanvāgama)
3. 동분(同分, 산스크리트어: sabhāga): 중동분(衆同分, 산스크리트어: nikāya-sabhāga), 유정이 존재로서의 동등함[類等]을 갖고 전전(展轉)하는 것
4. 무상과(無想果, 산스크리트어: āsaṃjñika): 무상(無想, 산스크리트어: āsaṃjña), 무상유정천(無想有情天: 색계 제4선의 제3천인 광과천)에서 작용하는 법으로 미래의 심법과 심소법을 차단하여 생기하지 않게 하는 법
5. 무상정(無想定, 산스크리트어: asaṃjñi-samāpatti): 심 · 심소를 소멸시키는 법으로, 무상정과 무상과는 각각 이숙인과 이숙과의 관계에 있음
6. 멸진정(滅盡定, 산스크리트어: nirodha-samāpatti): 심 · 심소를 소멸시키는 법으로, 정주(靜住, śānta vihāra: 마음이 산란을 떠나 고요히 머무는 것)를 구하기 위해 마음의 산란 동요를 염괴하여 지식상을 작의[止息想作意]하여 증입을 획득하려는 것
7. 명(命): 명근(命根, 산스크리트어: jīvitendriya), 3계의 목숨[壽]
8. 생(生, 산스크리트어: jāti): 생겨남
9. 주(住, 산스크리트어: sthiti): 아직 괴멸하지 않고 자신의 결과를 인기(引起)함
10. 이(異, 산스크리트어: anyathātva): 후 찰나와 전 찰나가 다름
11. 멸(滅, 산스크리트어: anityatā): 괴멸
12. 명신(名身, 산스크리트어: nāmakāya): 상(想, saṃjñā, 명사적 개념)의 집합
13. 구신(句身, 산스크리트어: padakāya): 문장[章]의 집합
14. 문신(文身, 산스크리트어: vyañjanakāya): 글자[字, 산스크리트어: akṣara]의 집합
15. 화합성(和合性, 산스크리트어: sāmagrī): 인연들의 모임

### 유식유가행파

#### 유가사지론
《유가사지론》에서는 24가지 심불상응행법을 들고 있는데, 이들에 대한 《유가사지론》의 설명을 간략히 요약하면 다음과 같다.
1. 득(得, 산스크리트어: prāpti): 생연(生緣: 어떤 법이 생겨나게 하는 조건이나 원인)에 증성(增盛)의 원인[因]이 포함되어 있는 것
2. 무상정(無想定, 산스크리트어: asaṃjñi-samāpatti): 색계의 4선천 중 제4선천에 속한 무상천에 태어날 원인이 되는 선정으로, 8식 중 전6식의 심 · 심소가 모두 없어지는 선정
3. 멸진정(滅盡定, 산스크리트어: nirodha-samāpatti): 무색계의 4천 중 제4천인 비상비비상천에서 획득할 수 있는, 정주(靜住: 마음이 산란을 떠나 고요히 머무는 것)에 도달하는 원인이 되는 선정으로, 무상정과 마찬가지로 8식 중 전6식의 심 · 심소가 모두 없어지는 선정
4. 무상이숙(無想異熟): 색계의 무상천(無想天)에 태어나는 것
5. 명근(命根, 산스크리트어: jīvitendriya): 유정의 목숨[壽] · 생기(生氣) · 생명(生命), 태어난 세계에 머무는 기간의 한계
6. 중동분(衆同分, 산스크리트어: nikāya-sabhāga): 유정의 유사성
7. 이생성(異生性, 산스크리트어: prthag-janatva): 견혹(見惑)의 법종자를 아직 끊지 못하여 견도위(見道位)에 들지 못한 것
8. 생(生, 산스크리트어: jāti): 법이 지금 처음으로 생겨나는 것
9. 노(老, 산스크리트어: jarā): 생겨난 법이 변이하는 것, 즉 법의 변이성(變異性)
10. 주(住, 산스크리트어: sthiti): 법이 얼마 동안 마치 변이 없이 지속되는 것처럼 보이는 것, 즉 법의 잠주성(暫住性: 일시적인 머무름의 성질)
11. 무상(無常, 산스크리트어: anitya): 법의 소멸성(消滅性)
12. 명신(名身, 산스크리트어: nāmakāya): 명사적 개념[想]의 집합
13. 구신(句身, 산스크리트어: padakāya): 문장[章]의 집합
14. 문신(文身, 산스크리트어: vyañjanakāya): 음소[字, 산스크리트어: akṣara]의 집합
15. 유전(流轉, 산스크리트어: pravrtti): 인과상속(因果相續)의 부단성(不斷性: 끊임이 없는 것)
16. 정이(定異, 산스크리트어: pratiniyama): 인과법칙의 불변성[定]과 무혼란성[異]
17. 상응(相應, 산스크리트어: samprayukta): 인과상칭(因果相稱), 인과수순(因果隨順), 인과칭합(因果稱合)
18. 세속(勢速, 산스크리트어: java): 신속한 유전(流轉)
19. 차제(次第, 산스크리트어: anukrama): 상속의 순서, 인과생기(因果生起)의 순서
20. 시(時, 산스크리트어: kāla): 시간
21. 방(方, 산스크리트어: diś): 방위(方位)
22. 수(數, 산스크리트어: saṃkhyā): 개수(個數), 수량(數量)
23. 화합(和合, 산스크리트어: sāmagrī): 인연들이 하나가 되는 것, 동사인(同事因: 현상 즉 결과를 낳은 원인들[事因]이 일치[同]하는 것)의 상태, 인연화합(因緣和合)의 상태
24. 불화합(不和合, 산스크리트어: a-sāmagrī): 화합(和合)의 반대, 인연불화합(因緣不和合)의 상태

#### 현양성교론
《현양성교론》에서는 24가지 심불상응행법을 들고 있는데, 이들에 대한 《현양성교론》의 설명은 다음과 같다.
1. 득(得, 산스크리트어: prāpti): 상속차별(相續差別)의 성질, 획득 또는 성취에 의해 과거와 달라지는 성질
2. 무상정(無想定, 산스크리트어: asaṃjñi-samāpatti): 무상천의 경지에 도달하려는 출리상을 작의[出離想作意]하여 '불항현행(不恒現行)의 심 · 심소'를 소멸시키는 성질
3. 멸진정(滅盡定, 산스크리트어: nirodha-samāpatti): 지식상을 작의[止息想作意]하여 '불항현행(不恒現行)의 심 · 심소'와 '항행(恒行)의 심 · 심소의 일부'를 소멸시키는 성질
4. 무상천(無想天, 산스크리트어: asaṁjñā-deva): 무상정을 득(得)하면 다음 생에서 태어나는 곳, 또한 여기에서 작용하는 '불항현행(不恒現行)의 심 · 심소'를 소멸시키는 성질
5. 명근(命根, 산스크리트어: jīvitendriya): 과거 생의 업에 따라 6처(六處: 6근, 즉 태어날 때 받는 소의신)가 머무는 시간이 결정되는 성질
6. 중동분(衆同分, 산스크리트어: nikāya-sabhāga): 유정의 상사성(相似性)
7. 생(生, 산스크리트어: jāti): 유위법의 자상(自相)이 일어나는 성질
8. 노(老, 산스크리트어: jarā): 유위법이 전후로 변하여 달라지는 성질
9. 주(住, 산스크리트어: vivartasthāyin): 유위법이 상속하여 끊어지지 않는 성질
10. 무상(無常, 산스크리트어: anitya): 유위법의 자상(自相)이 소멸하고 파괴되는 성질
11. 명신(名身, 산스크리트어: nāmakāya): 유위법을 가리키고 설명하는 '대응하는 법[等法]들' 즉 명사적 개념들 또는 명사들
12. 구신(句身, 산스크리트어: padakāya): 명신(名身)이 모인 것
13. 문신(文身, 산스크리트어: vyañjanakāya): 글자[字]
14. 이생성(異生性, 산스크리트어: pṛthag-janatva): 범부가 가진 성질, 우부이생성(愚夫異生性)과 무문이생성(無聞異生性)
15. 유전(流轉, 산스크리트어: pravṛtti): 인과상속(因果相續)의 부단성(不斷性)
16. 정이(定異, 산스크리트어: pratiniyama): 인과(因果)의 각이성(各異性)
17. 상응(相應, 산스크리트어: samprayukta): 인과(因果)의 상칭성(相稱性), 칭합성(稱合性)
18. 차제(次第, 산스크리트어: anukrama): 순서대로 유전(流轉)하는 성질
19. 세속(勢速, 산스크리트어: java): 유전(流轉)의 신질성(迅疾性) 즉 신속성
20. 시(時, 산스크리트어: kāla):시간(時間) 또는 세월(歲月)
21. 방(方, 산스크리트어: deśa): 방위(方位)
22. 수(數, 산스크리트어: saṁkhyā): 수량(數量)
23. 화합(和合, 산스크리트어: sāmagrī): 유위법들이 인연을 따라 만나고 모이는 성질
24. 불화합(不和合, 산스크리트어: asāmagrī): 유위법들이 인연을 따라 단절되고 흩어지는 성질

#### 대승아비달마집론·잡집론
《대승아비달마집론》과 《대승아비달마잡집론》에서는 23가지 심불상응행법을 들고 있는데, 이들에 대한 두 논서의 설명은 다음과 같다.
1. 득(得, 산스크리트어: prāpti): 선법 · 불선법 · 무기법의 증감, 획득과 성취
2. 무상정(無想定, 산스크리트어: asaṃjñi-samāpatti): 출리상을 작의[出離想作意]하여 '불항행(不恒行)의 심 · 심소'가 소멸되는 것
3. 멸진정(滅盡定, 산스크리트어: nirodha-samāpatti): 식상을 작의[息想作意]하여 '불항행(不恒行)의 모든 심 · 심소'와 '항행(恒行)의 심 · 심소의 일부'가 소멸되는 것
4. 무상이숙(無想異熟, 산스크리트어: asaṃjñika): 무상유정천(無想有情天)에 태어난 것
5. 명근(命根, 산스크리트어: jīvitendriya): 중동분의 수명(壽命)
6. 중동분(衆同分, 산스크리트어: nikāya-sabhāga): 유정들이 서로 비슷한 것[自體相似]
7. 생(生, 산스크리트어: jāti): 중동분에서 행(行)이 본래 없다가 (인연화합에 의해) 지금 존재하게 된 것
8. 노(老, 산스크리트어: jarā): 중동분에서 행(行)이 상속하면서 변이(變異: 변하여 달라짐)하는 것
9. 주(住, 산스크리트어: sthiti, vivartasthāyin): 중동분에서 행(行)이 상속하면서 변이하거나 소멸되지 않는 것
10. 무상(無常, 산스크리트어: anitya): 중동분에서 행(行)이 상속하면서 변괴(變壞: 변하여 소멸됨)하는 것
11. 명신(名身, 산스크리트어: nāmakāya): 법의 자성(自性)에 대한 증언(增言: 명사, 개념)
12. 구신(句身, 산스크리트어: padakāya): 법의 차별상(差別相)에 대한 증언(增言: 명사, 개념)
13. 문신(文身, 산스크리트어: vyañjanakāya): 명신(名身)과 구신(句身)의 소의(所依)가 되는 모든 음소[字, 글자]
14. 이생성(異生性, 산스크리트어: pṛthag-janatva): 성법(聖法) 즉 무루혜의 부득(不得)
15. 유전(流轉, 산스크리트어: pravṛtti): 인과의 상속이 끊임이 없는 것 즉 상속부단(相續不斷)
16. 정이(定異, 산스크리트어: pratiniyama): 인과의 종종차별(種種差別)
17. 상응(相應, 산스크리트어: samprayukta): 인과의 상칭(相稱: 서로 부름, 서로 계합함)
18. 세속(勢速, 산스크리트어: java): 인과가 신속하게 유전(流轉)하는 것
19. 차제(次第, 산스크리트어: anukrama): 인과가 하나하나씩 유전하는 것[一一流轉]
20. 시(時, 산스크리트어: kāla): 인과가 상속하면서 유전하는 것[相續流轉]
21. 방(方, 산스크리트어: deśa): 인과를 10가지 방위[十方]에서 차별(差別)한 것
22. 수(數, 산스크리트어: saṁkhyā):  인과를 하나씩 하나씩 차별한 것[一一差別]
23. 화합(和合, 산스크리트어: sāmagrī): 인과의 여러 가지 원인이 모이는 것[衆緣集會]

## 같이 보기
- 심불상응행법
- 부파불교의 설일체유부
  - 심불상응행법 (아비달마품류족론)
  - 심불상응행법 (아비달마구사론)
  - 심불상응행법 (아비달마순정리론)
- 대승불교의 유식유가행파
  - 심불상응행법 (유가사지론)
  - 심불상응행법 (현양성교론)
  - 심불상응행법 (대승아비달마집론·잡집론)
  - 심불상응행법 (대승오온론·광오온론)
  - 심불상응행법 (대승백법명문론·해)
  - 심불상응행법 (성유식론)

## 참고 문헌
- 곽철환 (2003). 《시공 불교사전》. 시공사 / 네이버 지식백과. |title=에 외부 링크가 있음 (도움말)
- 권오민 (1991). 《경량부철학의 비판적 체계 연구》. 동국대학원 철학박사 학위논문.
- 권오민 (2003). 《아비달마불교》. 민족사.
- 무착 지음, 현장 한역 (K.571, T.1602). 《현양성교론》. 한글대장경 검색시스템 - 전자불전연구소 / 동국역경원. K.571(16-1), T.1602(31-480). |title=에 외부 링크가 있음 (도움말)
- 무착 지음, 현장 한역, 이한정 번역 (K.572, T.1605). 《대승아비달마집론》. 한글대장경 검색시스템 - 전자불전연구소 / 동국역경원. K.572(16-157), T.1605(31-663). |title=에 외부 링크가 있음 (도움말)
- 미륵 지음, 현장 한역, 강명희 번역 (K.614, T.1579). 《유가사지론》. 한글대장경 검색시스템 - 전자불전연구소 / 동국역경원. K.570(15-465), T.1579(30-279). |title=에 외부 링크가 있음 (도움말)
- 세우 지음, 현장 한역, 송성수 번역 (K.949, T.1542). 《아비달마품류족론》. 한글대장경 검색시스템 - 전자불전연구소 / 동국역경원. K.949(25-149), T.1542(26-692). |title=에 외부 링크가 있음 (도움말)
- 세친 지음, 현장 한역, 권오민 번역 (K.955, T.1558). 《아비달마구사론》. 한글대장경 검색시스템 - 전자불전연구소 / 동국역경원. K.955(27-453), T.1558(29-1). |title=에 외부 링크가 있음 (도움말)
- 세친 지음, 현장 한역, 송성수 번역 (K.618, T.1612). 《대승오온론》. 한글대장경 검색시스템 - 전자불전연구소 / 동국역경원. K.618(17-637), T.1612(31-848). |title=에 외부 링크가 있음 (도움말)
- 세친 지음, 현장 한역, 송성수 번역 (K.644, T.1614). 《대승백법명문론》. 한글대장경 검색시스템 - 전자불전연구소 / 동국역경원. K.644(17-808), T.1614(31-855). |title=에 외부 링크가 있음 (도움말)
- 안혜 지음, 지바하라 한역, 조환기 번역 (K.619, T.1613). 《대승광오온론》. 한글대장경 검색시스템 - 전자불전연구소 / 동국역경원. K.619(17-641), T.1613(31-850). |title=에 외부 링크가 있음 (도움말)
- 안혜 지음, 현장 한역, 이한정 번역 (K.576, T.1605). 《대승아비달마잡집론》. 한글대장경 검색시스템 - 전자불전연구소 / 동국역경원. K.576(16-228), T.1606(31-694). |title=에 외부 링크가 있음 (도움말)
- 운허.  동국역경원 편집, 편집. 《불교 사전》. |title=에 외부 링크가 있음 (도움말)
- 중현 지음, 현장 한역, 권오민 번역 (K.956, T.1562). 《아비달마순정리론》. 한글대장경 검색시스템 - 전자불전연구소 / 동국역경원. K.956(27-680), T.1562(29-329). |title=에 외부 링크가 있음 (도움말)
- 호법 등 지음, 현장 한역, 김묘주 번역 (K.614, T.1585). 《성유식론》. 한글대장경 검색시스템 - 전자불전연구소 / 동국역경원. K.614(17-510), T.1585(31-1). |title=에 외부 링크가 있음 (도움말)
- 황욱 (1999). 《무착[Asaṅga]의 유식학설 연구》. 동국대학원 불교학과 박사학위논문.
- (중국어) 무착 조, 현장 한역 (T.1602). 《현양성교론(顯揚聖教論)》. 대정신수대장경. T31, No. 1602, CBETA. |title=에 외부 링크가 있음 (도움말)
- (중국어) 무착 조, 현장 한역 (T.1605). 《대승아비달마집론(大乘阿毘達磨集論)》. 대정신수대장경. T31, No. 1605, CBETA. |title=에 외부 링크가 있음 (도움말)
- (중국어) 미륵 조, 현장 한역 (T.1579). 《유가사지론(瑜伽師地論)》. 대정신수대장경. T30, No. 1579. CBETA. |title=에 외부 링크가 있음 (도움말)
- (중국어) 星雲. 《佛光大辭典(불광대사전)》 3판. |title=에 외부 링크가 있음 (도움말)
- (중국어) 세우 조, 현장 한역 (T.1542). 《아비달마품류족론(阿毘達磨品類足論)》. 대정신수대장경. T26, No. 1542, CBETA. |title=에 외부 링크가 있음 (도움말)
- (중국어) 세친 조, 현장 한역 (T.1558). 《아비달마구사론(阿毘達磨俱舍論)》. 대정신수대장경. T29, No. 1558, CBETA. |title=에 외부 링크가 있음 (도움말)
- (중국어) 세친 조, 현장 한역 (T.1612). 《대승오온론(大乘五蘊論)》. 대정신수대장경. T31, No. 1612, CBETA. |title=에 외부 링크가 있음 (도움말)
- (중국어) 세친 조, 현장 한역 (T.1614). 《대승백법명문론(大乘百法明門論)》. 대정신수대장경. T31, No. 1614, CBETA. |title=에 외부 링크가 있음 (도움말)
- (중국어) 안혜 조, 지바하라 한역 (T.1613). 《대승광오온론(大乘廣五蘊論)》. 대정신수대장경. T31, No. 1613, CBETA. |title=에 외부 링크가 있음 (도움말)
- (중국어) 안혜 조, 현장 한역 (T.1606). 《대승아비달마잡집론(大乘阿毘達磨雜集論)》. 대정신수대장경. T31, No. 1606, CBETA. |title=에 외부 링크가 있음 (도움말)
- (중국어) 중현 조, 현장 한역 (T.1562). 《아비달마순정리론(阿毘達磨順正理論)》. 대정신수대장경. T29, No. 1562, CBETA. |title=에 외부 링크가 있음 (도움말)
- (중국어) 호법 등 지음, 현장 한역 (T.1585). 《성유식론(成唯識論)》. 대정신수대장경. T31, No. 1585, CBETA. |title=에 외부 링크가 있음 (도움말)

## 주해
1. ↑  《아비달마구사론》에 나오는 14가지 불상응행법 각각에 대한 보다 자세한 설명과 개별 출처 페이지는 심불상응행법 (아비달마구사론) 문서를 참조하십시오.
2. ↑  《아비달마순정리론》에 나오는 15가지 불상응행법 각각에 대한 보다 자세한 설명과 개별 출처 페이지는 심불상응행법 (아비달마순정리론) 문서를 참조하십시오.
3. ↑  《유가사지론》에 나오는 24가지 심불상응행법 각각에 대한 보다 자세한 설명과 개별 출처 페이지는 심불상응행법 (유가사지론) 문서를 참조하십시오.
4. ↑  《현양성교론》에 나오는 24가지 심불상응행법 각각에 대한 보다 자세한 설명과 개별 출처 페이지는 심불상응행법 (현양성교론) 문서를 참조하십시오.
5. ↑  《대승아비달마집론》과 《대승아비달마잡집론》에 나오는 24가지 심불상응행법 각각에 대한 보다 자세한 설명과 개별 출처 페이지는 심불상응행법 (대승아비달마집론·잡집론) 문서를 참조하십시오.